# Schwanden bei Brienz
Schwanden bei Brienz är en ort och kommun i distriktet Interlaken-Oberhasli i kantonen Bern, Schweiz. Kommunen har 657 invånare (2023).